# غابينو رودريغيز
غابينو رودريغيز (بالإسبانية: Gabino Rodríguez)‏ هو لاعب كرة قدم ومدرب كرة قدم إسباني، ولد في 18 يونيو 1964 في إشبيلية في إسبانيا. شارك مع منتخب إسبانيا تحت 21 سنة لكرة القدم. أما مع النوادي، فقد لعب مع إسبانيول وريال بيتيس ولوغرونيس ونادي خيريث.

## وصلات خارجية
- غابينو رودريغيز على موقع قاعدة بيانات كرة القدم.إي يو (الإنجليزية)